# Арманды
Арманды — российские предприниматели, владельцы ткацко-красильных фабрик в Пушкино Московской области. Основатели торгового дома «Евгений Арманд с сыновьями».

## История

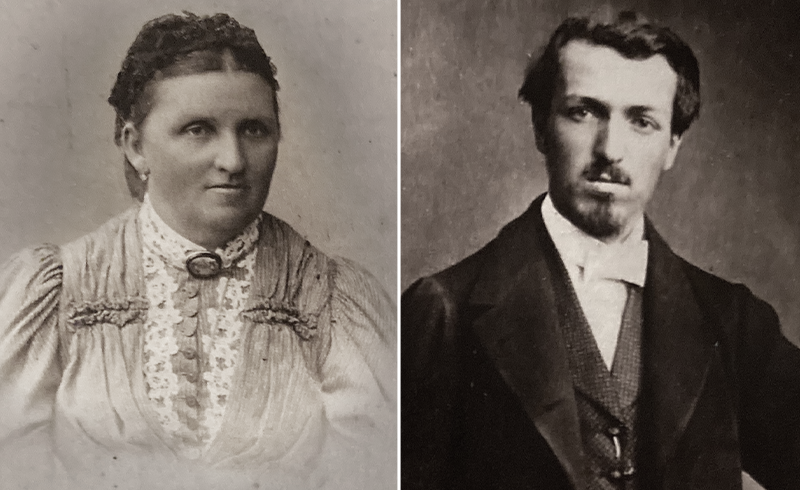
Евгений Евгеньевич Арманд и его жена Варвара Карловна

Поль Арманд, его жена Анжелика Карловна (1765—1813) и их сын Жан-Луи Арманд (1786—1855) приехали в Российскую империю в конце XVIII века. В то время французы переселялись из-за разных причин. Кто-то видел в переезде в Россию коммерческую выгоду, кто-то был вынужден уехать из-за Великой Французской Революции. Сохранилось семейное предание, согласно которому, Поль Арманд был состоятельным нормандским крестьянином. Из-за революции его положение пошатнулось и он открыл в Париже строительную мастерскую. Там же он женился на Анжелике Карловой из Эльзаса. В то время, благодаря Екатерине II, у французов были благоприятные условия при переезде в Россию и Поль Арманд решил заняться торговлей французскими винами. Существуют предположения, что корабль с вином, который был арендован Полем Армандом, потерпел крушение в Бискайском заливе. Из-за этого Поль потерял много денег и был разорен. Затем он вновь пытался заняться собственным делом, но война Наполеона против России помешала этому. Существуют сведения, что когда генерал-губернатор Ф. В. Ростопчин высылал из города многих «подозрительных иностранцев», в их число попал Поль Арманд в возрасте 52 лет. По одной версии, Поль Арманд мог погибнуть во время Великой Отечественной войны 1812 года, по другой, он выжил и прожил в Москве до конца своих дней, и был похоронен на Введенском кладбище.
Его сын, Жан-Луи Арманд, был дважды женат. В первом браке с Елизаветой Осиповой (1788—1817) у него родился сын Евгений Иванович Арманд (1809). Второй раз он женился на Мари-Барб Колиньон (1780—1872). Их дочь София вышла замуж за шведа по имени Осип Гекке. По состоянию на 1811 год, двадцатичетырехлетний Жан-Луи Арманд был купцом 3-й гильдии. Он жил в Мясницкой части дома господина Толбухина. К 3-й гильдии принадлежал и Поль (Павел) Арманд 49 лет, он проживал в той же части дома. Его жене, Анжелике Карлове было 44 года. Поль Арманд прибыл в Российскую империю 16 марта 1808 года.
Евгений Иванович (Луи-Эжен при рождении) Арманд создал технологическую линию для производства компонентов химических средств. В начале 1840-х годов он применял эти нововведения на предприятии, которое был расположено на Ново-Басманной, д. 23. Затем Евгений Иванович работал мастером по ткацкому и красильному делу, был занят на фабриках в Подмосковье. В 1853 году Евгений Арманд купил фабрику в селе Пушкино Московской губернии у француза Фавара. Арманд занялся реконструкцией фабрики, покупкой нового оборудования, расширил ассортимент продукции. В 1859 году Евгений Иванович Арманд построил вторую фабрику. Он стал купцом 1-й гильдии и мануфактур-советником. Ему было разрешено использовать государственный герб России на документах, товарах и рекламе. Женой Евгения Ивановича Арманда была полька и католичка по национальности Мария Францевна Пашковская (1819—1901).

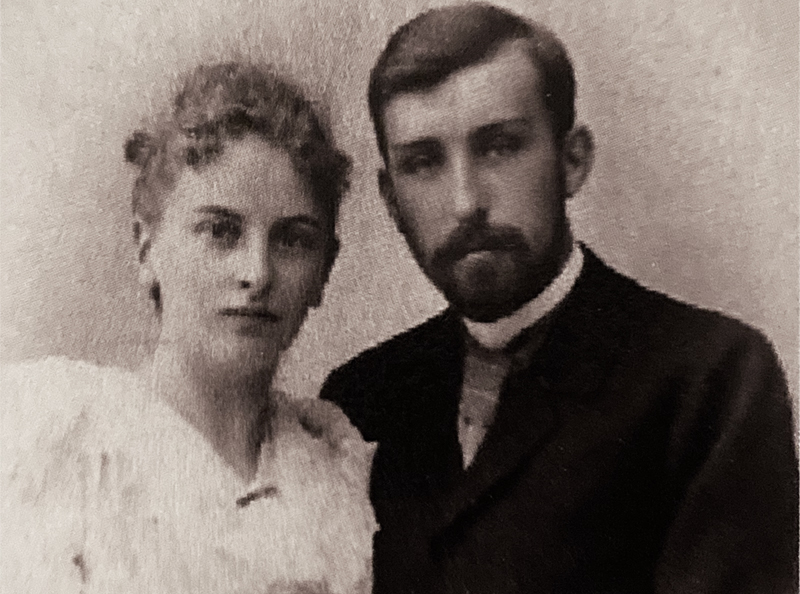
Александр Евгеньевич Арманд и Инесса Стефан

Арманды повлияли на развитие промышленности и предпринимательства во второй половине XIX века в Пушкино. Они основали ткацкие и красильные предприятия в селе Пушкино Московской губернии. Товарищество «Евгений Арманд с сыновьями» обеспечивали работой многих людей в Пушкино и окрестных деревнях.
У Евгения Ивановича Арманда и его жены Марии Францевны Пашковской было трое сыновей: Евгений-Франсуа (1838), Адольф-Иосиф(1843) и Эмиль-Александр(1848). Образование сыновья Евгения Ивановича получили и в России, и за границей. Они изучали текстильное дело и окрашивание тканей. Евгений Евгеньевич Арманд впоследствии стал председателем правления товарищества.
В 1898 году, когда создавался музей искусств при Московском университете, Адольф Евгеньевич Арманд вначале выделил 3000 рублей на устройство музея, но затем семья Армандов увеличила сумму до 30 тысяч рублей серебром. Так был построен Государственный музей изобразительных искусств имени А. С. Пушкина.
У Евгения Евгеньевича Арманда и его жены Варвары Карловны было 12 детей:
- Анна (1866—1932);
- Мария (1868—1942);
- Александр (1870—1943). В 1899 году гласный Московского губернского земского собрания. В 1902—1907 годах был гласным Московской городской думы.
- Вера (1871—1942);
- Николай (1872—1936). В 1902—1910 годах гласный Московского уездного земского собора[1].
  - Арманд, Павел Николаевич (1902—1964) — советский кинорежиссёр и сценарист, автор музыки и текстов песен.
- Владимир (1874—1875);
- Евгения (1876—1920);
- Борис (1878—1920);
- Софья (1881—1941);
- Сергей (1882—1945);
- Варвара (1882—1966);
- Владимир (1885—1909)[2][1].

Адольф Евгеньевич Арманд женился на Александре Александровне Ленгольд. У них родились дети:
- Андрей (1875—1884)
- Елена (1876—1958)
- Маргарита (1881—1882)[2].

Эмиль Евгеньевич Арманд сочетался узами брака с Софией Осиповной Гекке (по другой версии фамилия Хекке). У них родились дети:
- Лев (1880—1942),
  - Арманд, Давид Львович (1905—1976) — советский географ, один из создателей научного направления геофизика ландшафтов, доктор наук.
- Наталия (1881 — ?)
- Мария (1883 — ?)
- Софья (1885—1923?)
- Павел (1887—1892)
- Евгений (1890 — ?)[2].

Старший сын Евгения Евгеньевича Арманда, Александр, женился на Инессе Стефан, которая более известна как революционерка Инессой Арманд. У Александра Евгеньевича и Инессы было четверо детей, но их семейная жизнь прекратилась. У Инессы возникли отношения с братом Александра — Владимиром Евгеньевичем Армандом. Владимир Евгеньевич заболел, лечился в Швейцарии и умер в 1909 году.
Евгений Евгеньевич Арманд сделал пожертвование в размере 10 тысяч рублей на строительство здания Мурманской биологической станции в память о своем сыне.
В 1915 году семья Арманд учредила стипендию для студентов МВТУ в размере 2000 рублей.
Евгений Евгеньевич Арманд и Адольф Евгеньевич Арманд умерли в 1919 году, дата смерти их брата Эмиля не известна.